# 南大東站
南大東站（日语：／ Minami-Daitō eki */?）是位於島根縣雲南市大東町上佐世，西日本旅客鐵道（JR西日本）木次線的車站。
此站是木次線中最新車站。

## 歷史
- 1963年（昭和38年）10月1日 - 木次線出雲大東站至木次站之間新設此站。
  - 當時車站地址為島根縣大原郡大東町（日语：大東町 (島根県)）上佐世。
- 1987年（昭和62年）4月1日 - 伴隨國鐵分割民營化，車站由西日本旅客鐵道（JR西日本）營運。
- 2004年（平成16年）11月1日 - 隨著雲南市成立，車站地址變為島根縣雲南市大東町上佐世。

## 車站構造
車站是一座地面車站，設有1面1線的單式月台。前往備後落合方向的列車會開啟右邊車門。月台位於路軌北邊。此站沒有車站大樓，月台上設有候車室。在候車室內設有車站出入口，連接站外的縣道。
此站是由木次鐵道部管理的無人車站。此站沒有自動售票機。

## 車站周邊
車站北邊設有島根縣道24號松江木次線。在車站北邊的縣道上和南邊均設有民居，縣道上設有商店。

## 巴士路線
在縣道上設有雲南市民巴士「JR南大東站」巴士站，佐世線和大東線停靠該巴士站。

## 使用狀況
根據「島根縣統計書」，以下為近年一日平均乘車人次列表。在1994年度的一日平均乘車人次為24人，1984年度年度的一日平均乘車人次為22人。
| 乘車人次變化 | 乘車人次變化 |
| 年度         | 1日平均人次  |
| ------------ | ------------ |
| 1999         | 18           |
| 2000         | 21           |
| 2001         | 14           |
| 2002         | 16           |
| 2003         | 19           |
| 2004         | 16           |
| 2005         | 13           |
| 2006         | 10           |
| 2007         | 7            |
| 2008         | 4            |
| 2009         | 4            |
| 2010         | 4            |
| 2011         | 5            |
| 2012         | 5            |
| 2013         | 10           |
| 2014         | 4            |
| 2015         | 8            |
| 2016         | 4            |
| 2017         | 4            |
| 2018         | 6            |

## 相鄰車站
西日本旅客鐵道
 木次線
出雲大東－南大東－木次

## 注腳
1. ↑  島根縣統計書

## 外部連結
- 南大東｜車站資訊：JR出門網 - 西日本旅客鐵道（日語）
- 國土地理院地圖參閲服務 （页面存档备份，存于）（日語） - 南大東站周邊1/25000地形圖（圖名：木次） （页面存档备份，存于）（日語）